# Всесоюзные выставки
Всесоюзные выставки — ряд художественных и промышленных выставок общегосударственного значения, проходивших, как правило, в Москве или в Ленинграде.
Так справочник «Выставки советского изобразительного искусства 1917—1958 гг. в СССР и за границей» делит художественные выставки в зависимости от состава участников на международные, всесоюзные, республиканские, московские, ленинградские, краевые, областные, городские или районные. Всесоюзные выставки отличаются по тематике, числу участников и количеству экспонируемых произведений.

## Москва

### 1920-е
- 1924 — Всесоюзная выставка по филателии и бонам (с 14 декабря 1924 по 1 февраля 1925 года)
- 1925, июнь — 1-я Всесоюзная радиовыставка (в Политехническом музее).
- 1926 — Всесоюзная выставка советского фарфора
- 1927 — Всесоюзная полиграфическая выставка
- 1927 — Всесоюзная выставка «10 лет Советской власти» (10-летия Октября)
- 1927 — «10 лет РККА» (всесоюзная?)
- 1927 — Всесоюзная художественная выставка «Искусство народов СССР»
- 1928 — Всесоюзная полиграфическая выставка

### 1930-е
- 1932 — I Всесоюзная выставка плаката «Плакат на службе пятилетки»
- 1933 — «15 лет РККА» (всесоюзная?)
- с 1935 — Всесоюзная выставка творчества радиолюбителей (вначале заочная, затем проводились ежегодно)
- 1937 — Всесоюзная пушкинская выставка (с 16 февраля 1937, ГИМ)[1]
- 1937 — I Всесоюзная выставка фотоискусства (Москва, Музей изящных искусств; Ленинград, Киев)
- 1938 — «20 лет РККА» (всесоюзная?)
- 1938 — Всесоюзная выставка детской литературы и иллюстрации детской книги[2]
- 1938 — Всесоюзная выставка рекламы[3]
- 1939 — I Всесоюзная сельскохозяйственная выставка — ВСХВ (предшественница ВДНХ)
- 1939 — Всесоюзная художественная выставка «Индустрия социализма»[4]
- 1939 — Всесоюзная выставка произведений молодых художников, посвященная 20-летию ВЛКСМ[5]

### 1940-е
- 1941 — Всесоюзная выставка лучших произведений советских художников
- 1941 — Всесоюзная выставка советского плаката[6]
- 1942 — Всесоюзная выставка графики, живописи, скульптуры и архитектуры «Великая Отечественная война»
- 1943 — выставка к 25-летию Советской Армии (всесоюзная?)
- 1943 — Всесоюзная художественная выставка «Героический фронт и тыл»
- 1946 — Всесоюзная художественная выставка (ГТГ)[7]
- 1947 — Всесоюзная художественная выставка «30 лет Великой Октябрьской социалистической революции» (ГМИИ)
- 1948 — Всесоюзная художественная выставка «30 лет Вооруженным силам СССР»
- 1948 — Всесоюзная выставка произведений молодых художников, посвященная 30-летию ВЛКСМ (c 28 октября, ГМИИ)[8]
- 1948 — Всесоюзная выставка художественной промышленности и народных художественных ремесел (ВЗ Академии художеств, с 31 июля)[9]
- 1949 — Всесоюзная художественная выставка (ГТГ)

### 1950-е

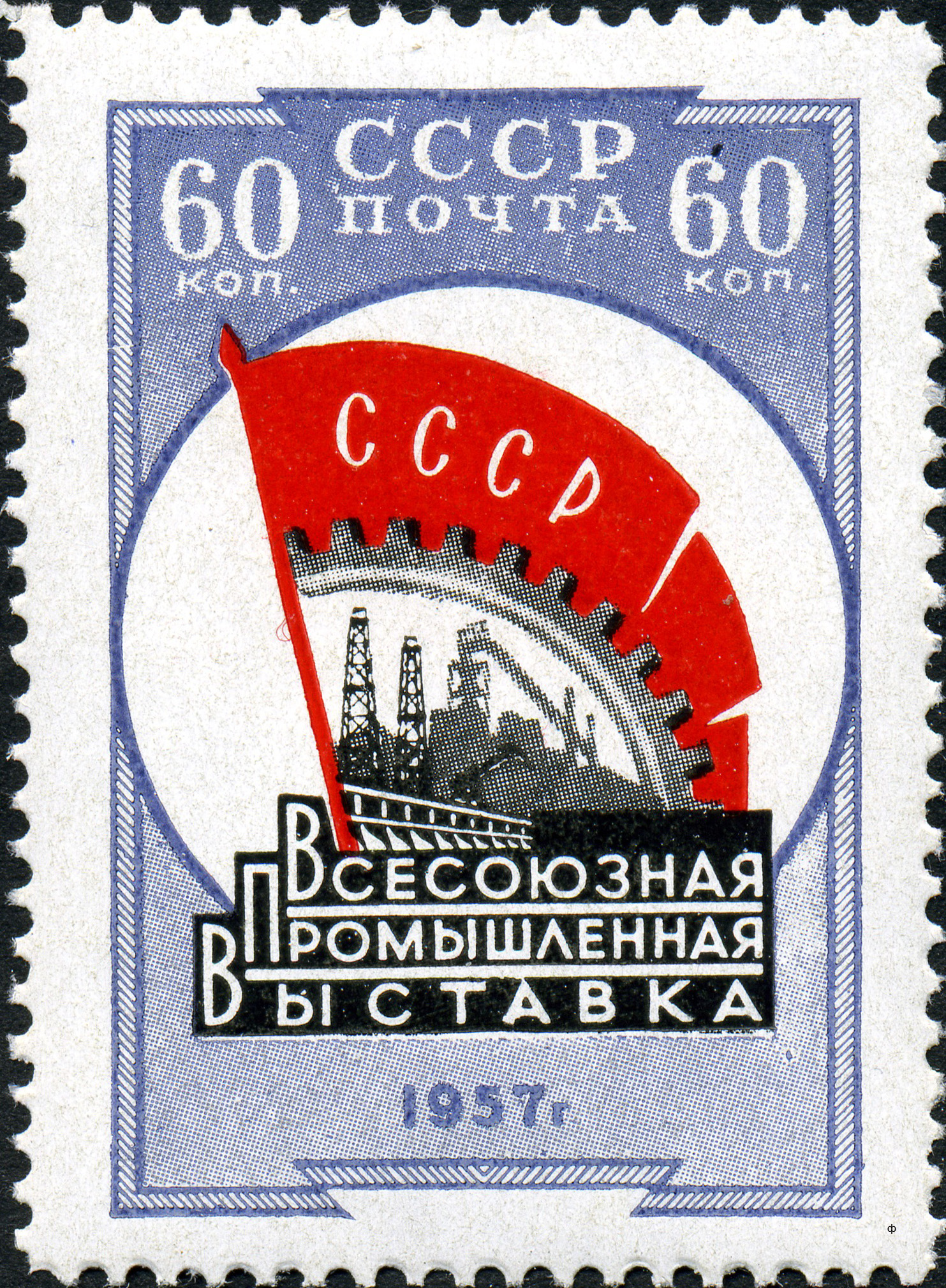
Почтовая марка СССР, 1957 год

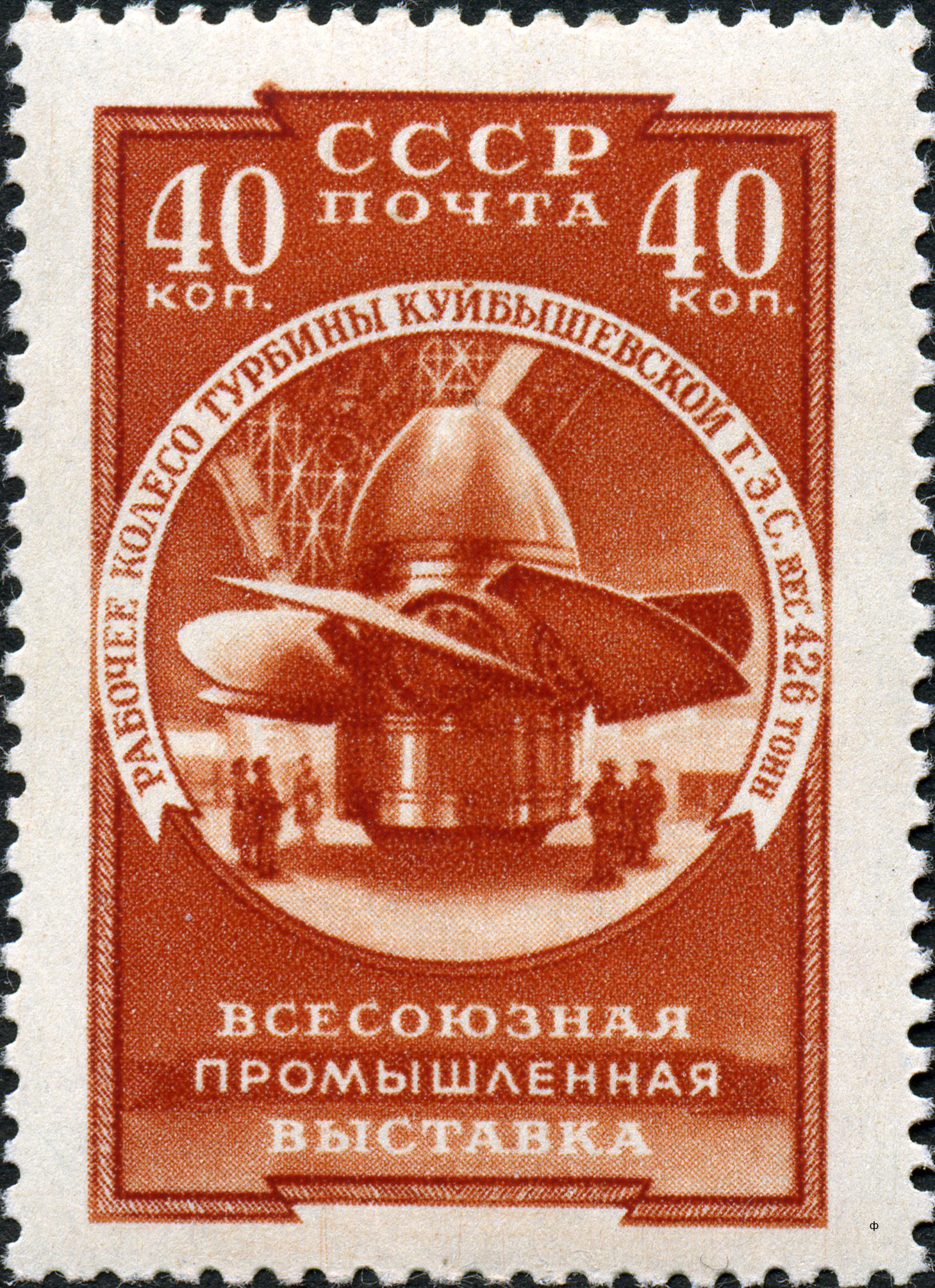
Почтовая марка СССР, 1957 год

- 1950 — Всесоюзная художественная выставка (c 20 декабря, ГТГ)[10]
- 1950 — I Всесоюзная выставка книги, графики и плаката (с 5 мая, ВЗ Академии художеств)[11]
- 1951 — Всесоюзная художественная выставка (ГТГ)[12]
- 1951 — «Всесоюзная выставка к 100-летию со дня смерти М. Ю. Лермонтова. 1841—1941» (была намечена на лето 1941, но открылась только 10 лет спустя)
- 1952 — Всесоюзная художественная выставка (ГТГ)[13]
- 1952 — I Всесоюзная выставка дипломных работ студентов художественных вузов СССР. Выпуск 1952 года[14].
- 1953 — II Всесоюзная выставка дипломных работ студентов художественных институтов СССР выпуска 1953 года[15]
- 1954 — II Всесоюзная сельскохозяйственная выставка — ВСХВ (предшественница ВДНХ)
- 1954 — Всесоюзная художественная выставка
- 1954 — III Всесоюзная выставка дипломных работ студентов художественных вузов СССР выпуска 1954 года[16]
- 1955 — Всесоюзная художественная выставка (с 20 января, ГТГ)[17]
- 1955 — Всесоюзная выставка живописи московских художников
- 1955 — II Всесоюзная выставка произведений художников-маринистов[18]
- 1956 — IV Всесоюзная выставка дипломных работ студентов художественных институтов СССР выпуска 1955 года (март, ВЗ Академии художеств)[19]
- 1956 — V Всесоюзная выставка дипломных работ студентов художественных вузов СССР выпуска 1956 года (ноябрь, ВЗ Академии художеств)[20]
- 1956 — Всесоюзная выставка книги, графики и плаката (с 11 февраля, Библиотека им. Ленина)[21]
- 1957 — Всесоюзная художественная выставка, посвященная 40-летию Октябрьской революции (с 5 ноября 1957 года по 16 марта 1958 года)[22]
- 1957 — V Всесоюзная выставка книги, графики и плаката, посвященная 40-летию Великой Октябрьской социалистической революции (с 25 октября по 22 декабря, Библиотека им. Ленина)[23]
- 1957 — Всесоюзная выставка произведений молодых художников к VI Всемирному фестивалю молодёжи
- 1957 — Всесоюзная промышленная выставка
- 1958 — Всесоюзная художественная выставка «40 лет ВЛКСМ» (Манеж)[24]
- 1958 — VI Всесоюзная выставка дипломных работ студентов художественных вузов СССР выпуска 1957 и 1958 годов (c 13 сентября, ВЗ Академии художеств)[25]
- 1958 — Всесоюзная выставка «Фотоискусство СССР за 40 лет»
- 1959 — ВДНХ

### 1960-е
- 1961 — Всесоюзная художественная выставка, посвященная XXII съезду КПСС
- 1961 — Всесоюзная выставка живописи московских художников
- 1961 — III Всесоюзная выставка произведений художников-маринистов
- 1961 — Всесоюзная выставка художественной фотографии
- 1962 — Всесоюзная художественная выставка (ГМИИ)
- 1963 — I Всесоюзная художественная выставка «Физкультура и спорт в изобразительном искусстве»
- 1964 — I Всесоюзная выставка прикладной графики
- 1965 — I Всесоюзная выставка акварели
- 1965 — Всесоюзная художественная выставка «На страже мира». К 20-летию Победы советского народа в Великой Отечественной войне.
- 1965 — XI Всесоюзная выставка дипломных работ студентов художественных вузов СССР. Выпуск 64-65 гг.
- 1966 — Всесоюзная художественная выставка «Художники детям» (ЦВЗ)
- 1966 — IV Всесоюзная художественная фотовыставка
- 1967 — 1-я Всесоюзная выставка технического творчества молодежи (НТТМ)[26], в дальнейшем проводившаяся регулярно. Ныне «Всероссийская выставка научно-технического творчества молодёжи» [27].
- 1967 — Всесоюзная Юбилейная художественная выставка, посвященная 50-летию Великой Октябрьской социалистической революции
- 1967 — Всесоюзная фотовыставка «50 лет Советской власти»
- 1967 — II Всесоюзная художественная выставка «Физкультура и спорт в изобразительном искусстве»
- 1967 — Всесоюзная художественная выставка произведений театральных художников (ЦВЗ)
- 1967 — Всесоюзная выставка «Советский политический плакат за 50 лет»
- 1968 — Всесоюзная художественная выставка «На страже Родины», посвященная 50-летию Вооруженных сил СССР
- 1968 — Всесоюзная художественная выставка «50 лет ВЛКСМ»
- 1968 — Всесоюзная выставка «50 лет советской художественной керамики и стекла» (Кусково, с 7 июня 1968 по 7 июня 1969 г.)
- 1969

### 1970-е
- 1970 — Всесоюзная художественная выставка «25 лет Победы Советского Союза в Великой Отечественной войне»
- 1970 — Всесоюзная выставка, посвященная 100-летию со дня рождения В. И. Ленина
- 1971 — III Всесоюзная художественная выставка «Физкультура и спорт»
- 1972 — Всесоюзная выставка «СССР — наша Родина», посвященная 50-летию образования СССР (Москва, Кишинев. Киев. Одесса. Баку)
- 1972 — Всесоюзная художественная выставка «На страже Родины» к 55-летию Советской Армии и Военно-Морского Флота. (Москва. Баку)
- 1972 — Всесоюзная молодёжная выставка
- 1972 — Всесоюзная выставка произведений художников Средней Азии и Казахстана. Москва.
- 1973 — Всесоюзная выставка «Спорт в искусстве молодых». Москва.
- 1974 — Всесоюзная выставка «Творчество молодых» (ВДНХ)
- 1975 — Всесоюзная выставка «30 лет Великой Победы»
- 1975 — Всесоюзная молодёжная выставка
- 1976 — Всесоюзная художественная выставка «Слава труду»
- 1976 — Всесоюзная выставка студенческих работ к 60-летию ВЛКСМ
- 1977 — Всесоюзная художественная выставка «По ленинскому пути», посвященная 60-летию Великой Октябрьской социалистической революции
- 1977 — Всесоюзная молодёжная выставка
- 1977 — Всесоюзная художественная выставка «Советский спорт»
- 1978 — Всесоюзная художественная выставка «60 героических лет», посвященная юбилею Вооруженных сил СССР
- 1978 — Всесоюзная художественная выставка, посвященная 60-летию Ленинского комсомола
- 1978 — Всесоюзная художественная выставка «Советский портрет» (Манеж)
- 1978 — Всесоюзная выставка «Страна родная». г. Минск
- 1979 — IV Всесоюзная художественная выставка «Физкультура и спорт в изобразительном искусстве»
- 1979 — Всесоюзная художественная выставка «Голубые дороги Родины»

### 1980-е
- 1981 — Всесоюзная выставка «Мы строим коммунизм»
- 1981 — VI Всесоюзная выставка акварели (ЦДХ)
- 1981 — Всесоюзная художественная выставка «40 лет битвы под Москвой»
- 1982 — Всесоюзная художественная выставка «СССР — наша Родина», посвященная 60-летию образования СССР (Манеж)
- 1982 — Всесоюзная выставка «Молодость страны» посвященная XIX съезду ВЛКСМ, г. Москва (ЦВЗ «Манеж»)
- 1982 — Всесоюзная выставка «Новые образцы изделий декоративно-прикладного искусства для серийного и массового производства»
- 1983 — Всесоюзная выставка портрета «Наш современник» (ЦДХ)
- 1983 — I Всесоюзная выставка скульптуры (ЦДХ)
- 1984 — II Всесоюзная выставка рисунка
- 1984 — Всесоюзная выставка «Земля и люди»
- 1985 — Всесоюзная выставка «40 лет Великой Победы»
- 1986 — Всесоюзная выставка «Мы строим коммунизм»
- 1986 — I Всесоюзная выставка станковой графики
- 1987 — Всесоюзная выставка «Молодость страны»
- 1987 — Всесоюзная выставка «Страна советов»
- 1987 — Всесоюзная выставка «60 лет СССР»
- 1987 — Всесоюзная выставка художников театра, кино и телевидения
- 1988 — Всесоюзная выставка молодых художников
- 1989

### 1990-е
- 1990 — Всесоюзная выставка «Современное ювелирное искусство» (ВМДПНИ)
- 1991 — Всесоюзная художественная выставка «Советская Россия» (Манеж)
- 1991 — Всесоюзная выставка «Ювелирное искусство России» (Успенская звонница, Кремль)
- 1991 — Всесоюзная выставка «Скульптура-91» (ЦДХ)
- 1991 — Всесоюзная выставка «Россия» (Манеж)

## Ленинград
- 1957 — Всесоюзная выставка эстампа
- 1966 — Всесоюзная выставка «За атеистическое фотоискусство»
- 1967 — Всесоюзная фотовыставка «Наша современность»
- 1983 — «Всесоюзная выставка скульптуры и малых форм»
- 1986 — Всесоюзная выставка инструментов струнных мастеров

## Другие города
- 1952 — Всесоюзная художественная выставка (Тбилиси, Баку, Львов, Вильнюс, Рига, Таллин, Ленинград)
- 1958 — Всесоюзная художественная выставка произведений советских художников (Украинская ССР)
- 1968 — Всесоюзная фотовыставка «Молодость нашей страны» (Улан-Удэ)
- 1969 — Всесоюзная фотовыставка «Страна Советов» (Краснодар)
- 1972 — Всесоюзная фотовыставка (Рязань)
- 1973 — Всесоюзная фотовыставка (Алма-Ата)
- 1974 — Всесоюзная выставка портрета (Вильнюс)
- 1974 — Всесоюзная фотовыставка «Свема» (Шостка)
- 1988 — Красноярск
- 1990 — I Всесоюзная выставка произведений крымскотатарских художников (Симферополь)